# 南線 (澳門輕軌)
南線（葡萄牙語：Linha Sul）是澳門輕軌系統規劃中的路線，由港珠澳大橋澳門口岸途經新城A區（與興建中的東線轉乘）、外港碼頭、新口岸、南灣等地，最後到達媽閣與營運中的氹仔線及規劃中的西線交匯。

## 簡介
南線並非全新的路線，而是由兩條澳門輕軌規劃早期提出，但後來擱置興建的路線組成：媽閣至外港碼頭段（澳門半島線）早於2006年的《軌道捷運系統深化研究》便確立了大致走線，而外港碼頭至港珠澳大橋段（港珠澳大橋線）則於2011年的《新城區總體規劃第二階段公眾諮詢》中首次提出。然而，澳門半島線因黑沙灣段及皇朝段的爭議而遲遲沒有興建，連帶港珠澳大橋線因無法於外港碼頭與澳門半島線轉乘以及新城A區至港珠澳大橋距離太短為由擱置興建。
2025年，澳門政府首次提出將上述兩線合併為南線，並展開研究。

## 歷史

### 澳門半島線及港珠澳大橋人工島線時期

#### 澳門半島線
2002年至2009年，澳門政府多次進行集體運輸的可行性及走線研究，並於2009年10月17日由運輸基建辦公室公佈《軌道系統第一期2009興建方案》，確定第一階段的輕軌系統走線。方案中媽閣至氹仔碼頭段則為現已通車的氹仔線，而餘下的媽閣至關閘段則為澳門半島線。
2013年11月12日，澳門特別行政區政府公佈2014財政年度施政報告時宣佈第一期路線（新口岸段）將調整走線，由原來貫穿倫敦街改為環繞外圍的孫逸仙大馬路行駛，並且預計輕軌澳門段最快2014或2015年動工。
2014年6月3日，運輸基建辦公室宣佈新口岸段原先行經倫敦街、在宋玉生廣場設站、然後經波爾圖街轉入城市日大馬路的規劃，改為經過金蓮花站後一直沿孫逸仙大馬路，然後再轉入城市日大馬路，中途在新填海地設立科學館站，全部以高架的方式行走。
2014年7月1日，運輸基建辦公室就「輕軌澳門半島線北段」走線方案展開為期45日的公開諮詢，同時就輕軌途經新口岸觀音像的高架橋設計收集公眾意見。北段走線分為三個方案，包括沿海高架方案、勞動節高架方案和馬場東高架方案。
自2016年起，澳門輕軌第一期澳門半島段整項規劃暫停。。早在2016年4月上旬，時任運輸工務司司長羅立文表示集中興建氹仔線，其後下一步將優先研究興建媽閣站延線及石排灣線。
2018年8月，時任行政長官崔世安表示十分重視澳門半島線，不會放棄其建設。
2019年1月8日，運輸基建辦公室宣佈輕軌氹仔線預計將於2019年下半年開通，而媽閣站的建設工程已展開，當時預計2024年前完工。
2019年12月10日，作為輕軌系統第一期一部分的氹仔段，正式命名為氹仔線，並於同日起正式通車營運，服務範圍只限於氹仔島和路氹城。
2020年9月10日，運輸工務司司長羅立文表示，如果澳氹東線諮詢獲得公衆認可並落實興建，澳門半島線走黑沙灣內街的一段（即外港碼頭至關閘段）將不會興建。
2023年12月28日，審計署公佈第五份份涉及輕軌的衡工量值式審計報告顯示，其中包括澳門半島延伸線北段及南段沒有興建計劃，不納入輕軌的投資估算中，因此輕軌第一期澳門半島段已明確擱置興建。
2024年9月28日，時第六任行政長官候選人岑浩輝提出，將來輕軌東線完成興建連通青茂口岸後，下一步應思考規劃連接林茂塘、下環、媽閣，甚至研究規劃到舊大橋出口。。

#### 港珠澳大橋線
2011年底，澳門特別行政區政府開展《新城總體規劃》研究，諮詢文本已出現口岸人工島線。西端由外港客運碼頭起，途經新城A區中部至港珠澳大橋澳門邊檢大樓。
2015年6月，澳門特別行政區政府公佈新城總體規劃草案第三階段咨詢詳情，其中建議興建港珠澳口岸人工島支線，並構思於新城A區內四個站點中其中一個站點與輕軌東軸線進行轉乘。
2016年5月，港珠澳大橋澳門口岸管理區的工程可行性研究已獲中央審批，其中於澳門口岸區內預留興建輕軌站配套設施。
2018年11月，澳門特別行政區第四屆政府發表2019年財政年度施政報告中，指政府會研究新城A區連接港珠澳大橋人工島及外港客運碼頭的輕軌支線。
2020年9月，時任土地工務運輸局城市規劃廳廳長麥達堯表示，港珠澳大橋人工島線原計劃連接港珠澳大橋澳門邊檢大樓和外港客運碼頭，但城市規劃草案建議先完成輕軌東軸線和石排灣線等，而港珠澳大橋人工島線並非作為當時主要重點的工作方向。
2023年2月23日，運輸工務司司長羅立文表示不考慮興建口岸人工島支線連接港珠澳大橋及外港客運碼頭，認為新城A區站點往返大橋澳門口岸的距離亦很短，不符合經濟效益，日後暫時考慮用穿梭巴士接駁，並集中建設輕軌東線，港珠澳大橋人工島線計劃遭到擱置。
計劃宣佈擱置後，引起了澳門本地社會人士的批評。其中傳新澳門協會理事長兼第七屆澳門立法會直選議員林宇滔批評利用接駁巴士方式往返港珠澳大橋澳門邊檢大樓至澳氹東線位於新城A區各車站的做法是反智。而港珠澳口岸自通車起成為澳門第二大出入境口岸並僅次關閘，若如政府所言人工島口岸需要穿梭巴士接駁才可乘搭輕軌，將大大影響人工島口岸的客流疏導，不單影響居民旅客利用港珠澳大橋的便捷性，更會影響旅客來澳的第一印象。他建議恢復原來規劃興建口岸人工島支線連接港珠澳大橋澳門邊檢大樓、新城A區和外港客運碼頭，若政府認為外港碼頭未來客流量會持續下降不應建輕軌，至少應考慮在輕軌東線站點設置全天候的室內自動步行系統連接大橋澳門口岸，若政府堅持採用穿梭巴士接駁最後一哩路，勢必成為人工島公共交通的一大瓶頸。城市規劃委員會討論「東區2詳細規劃草案」中，有不少委員關注新城A區交通規劃，其中委員呂澤強建議長遠應把輕軌系統連接到港珠澳大橋珠澳口岸。
2023年10月下旬，澳門輕軌東線工程正式動工。即使港珠澳大橋線已經宣佈擱置，工程承建商仍於ES4站預留與「MZ線」（港珠澳口岸支線）換乘的條件。
2023年12月28日，審計署公佈第五份份涉及輕軌的衡工量值式審計報告顯示，珠澳穿梭線未有興建計劃。

### 提出南線：重提規劃和合併走線
2025年3月9日，在新城A區及B區連接橋的爭議下，城市規劃師林翊捷提出「南岸走廊」概念，其中輕軌部分建議「恢復港珠澳人工島口岸的輕軌站建設，利用口岸在設計時預留的輕軌站結構，建構人工島口岸到媽閣站的輕軌南線」。
2025年4月30日，澳門特別行政區第六屆政府舉行首次運輸工務司領域施政辯論，司長譚偉文表示擬就澳門半島輕軌網絡選址，提出兩條路線，當中一條計劃由港珠澳大橋澳門邊檢大樓開始，途經新城A區、外港區進入南西灣區南灣及西灣一帶），最後到達媽閣站與營運中的氹仔線及規劃中的輕軌西線交匯。
2025年7月7日，澳門特別行政區第六屆政府運輸工務司司長譚偉文表示，正研究澳門半島輕軌網絡選址，包括人工島支線，計劃起始於港珠澳大橋澳門邊檢大樓，途經新城A區，由外港進入南西灣區再到媽閣站，與西線形成環狀網，當線路確定後將開展公眾諮詢，並預料興建時間將較西線快。

## 走線
目前南線仍處於初期規劃，具體走線尚不明確，但以下站點已經有預留空間或為轉乘站：
- 大橋澳門口岸站：位於港珠澳大橋澳門邊檢大樓落客層與邊檢大樓出境大堂之間，已預留椿柱結構興建站體[18]。
- ES4站：與輕軌東線換乘。工程承建商建設時已預留轉乘條件[2][26]。
- 媽閣站：轉乘氹仔線和輕軌西線，在媽閣站延線興建時因更改車站設計，轉乘方式未知。

此外，可以參考澳門半島線及港珠澳大橋線的走線：
於港珠澳大橋澳門邊檢大樓的港珠澳大橋站出發，經天橋開往新城A區，並於新城A區中站設站與東線轉乘，然後經天橋開往外港客運碼頭，設外港碼頭站，再接回友誼大馬路於友誼馬路行車天橋隨近的綠化區設金蓮花廣場站，然後進入孫逸仙大馬路，途中於澳門科學館設科學館站，並轉入城市日大馬路，到仙德麗街於藝園上方設藝園站，再經亞馬喇前地駛進南灣湖北側，並慢慢下降到地面，在A9地段附近設南灣站，再以緊貼湖邊的形式進入地下隧道路段，並在民國大馬路附近切至西灣湖邊，在消防局總站側設西灣站，後繞西灣湖景大馬路至媽閣站。

### 澳門半島線歷史走線

#### 《軌道系統第一期2009興建方案》時期
由關閘廣場關閘站開出，直行至馬場北大馬路後，轉右進入馬場東大馬路於近黑沙環衛生中心設黑沙環公園站，隨後經高利亞海軍上將大馬路和黑沙環海邊馬路，在慕拉士前地休憩區設東北站，經馬揸度博士大馬路、友誼大馬路東側，到達海港前地設外港碼頭站，再接回友誼大馬路於友誼馬路行車天橋隨近的綠化區設金蓮花廣場站，然後進入孫逸仙大馬路，經過文化中心和倫敦街，在宋玉生公園上設宋玉生公園站，隨後直行波爾圖街經城市日大馬路到仙德麗街於藝園上方設藝園站，再經亞馬喇前地駛進南灣湖北側，並慢慢下降到地面，在A9地段附近設南灣站，再以緊貼湖邊的形式進入地下隧道路段，並在民國大馬路附近切至西灣湖邊，在消防局總站側設西灣站，後繞西灣湖景大馬路至媽閣站後，並以反向的形式進入西灣大橋與氹仔線連接。

#### 《新城總體規劃草案》時期
在2010年底，澳門政府公佈《新城總體規劃草案》，當中的草案亦有展示輕軌路線規劃。其中黑沙環段走線由行徑黑沙環海邊馬路改為經由黑沙環公園，並取消東北站。

#### 新口岸段爭議
在一期方案公佈後引發新口岸區居民爭議，在倫敦街及波爾圖街的居民反對下，最終在2014年，運輸基建辦公室宣佈澳門輕軌（新口岸段）改為經過金蓮花站後一直沿孫逸仙大馬路，然後再轉入城市日大馬路，中途在新填海地設立科學館站，全部以高架的方式行走。

#### 黑沙環段爭議
外港碼頭站至關閘站之間的走線亦有爭議。在2014年，運建辦提出「馬場東高架走線」、「勞動節高架走線」和「沿海高架走線」三大方案。「馬場東高架走線」與《軌道系統第一期2009興建方案》提出路線相近，沿途設置馬場東站和東北站；「勞動節高架走線」與《新城總體規劃草案》方案相近，沿途設置馬場東站和黑沙環公園站；「沿海高架走線」則沿友誼橋大馬路一帶海岸而行，在勞動節街附近設友誼橋大馬路北站和在黑沙環新填海區P地段附近設友誼橋大馬路南站。其中勞動節高架走線的馬場東站及黑沙環公園站由於設在黑沙環公園上方，被指擾民及減少公園空間。

#### 取消興建黑沙環段
由於本線的關閘至黑沙環公園的走線貼近輕軌東線北段走線，運輸工務司司長羅立文於2020年表示「不會起兩條」，即不會同時興建澳門半島線及東線的黑沙環段。

## 車站
註：車站名稱均為暫定。
| 車站名稱   | 車站名稱（葡萄牙語）                                       | 車站名稱（英語）              | 站體型式 | 交匯路線        | 所在區域   | 狀態                        |
| ---------- | ---------------------------------------------------------- | ----------------------------- | -------- | --------------- | ---------- | --------------------------- |
| 港珠澳大橋 | Posto Fronteiriço de Macau da Ponte Hong Kong-Zhuhai-Macau | Hong Kong-Zhuhai-Macau Bridge | 地底     |                 | 花地瑪堂區 | 規劃中                      |
| 新城A區中  | Central da Zona A dos Novos Aterros                        | New Urban Zone Area A Central | 地底     | █ 東線          | 花地瑪堂區 | 興建中（東線）              |
| 外港碼頭   | Terminal Marítimo de Passageiros do Porto Exterior         | Outer Harbour Ferry Terminal  | 高架     |                 | 大堂區     | 規劃中                      |
| 金蓮花     | Lótus Dourado                                              | Golden Lotus                  | 高架     |                 | 大堂區     | 規劃中                      |
| 科學館     | Centro de Ciência                                          | Science Center                | 高架     |                 | 大堂區     | 規劃中                      |
| 藝園       | Jardim Das Artes                                           | Art Garden                    | 高架     |                 | 大堂區     | 規劃中                      |
| 南灣       | Nam Van                                                    | Nam Van                       | 地面     |                 | 大堂區     | 規劃中                      |
| 西灣       | Sai Van                                                    | Sai Van                       | 地底     |                 | 大堂區     | 規劃中                      |
| 媽閣       | Barra                                                      | Barra                         | 地底     | █ 氹仔線 █ 西線 | 風順堂區   | 2023年12月8日啓用（氹仔線） |

## 外部連結
- 輕軌系統第一期2009興建方案
- 澳門半島南段城市日高架走線
- 澳門半島線北段公開諮詢